# Beat Is on the Brat
Beat Is on the Brat è una compilation composta principalmente da cover eseguite dalla band punk Screeching Weasel.
Si tratta di una ristampa del cover album Ramones del 1992, con l'aggiunta di alcuni brani composti dalla band stessa, già apparsi nell'EP Formula 27 e nell'album del 1996 Bark like a Dog.

## Tracce
1. Blitzkrieg Bop – 2:12
2. Beat on the Brat – 2:30
3. Judy Is a Punk – 1:30
4. I Wanna Be Your Boyfriend – 2:24
5. Chainsaw – 1:55
6. Now I Wanna Sniff Some Glue – 1:34
7. I Don't Wanna Go Down to the Basement – 2:35
8. Loudmouth – 2:14
9. Havana Affair – 2:00
10. Listen to My Heart – 1:56
11. 53rd & 3rd – 2:19
12. Let's Dance – 1:51
13. I Don't Wanna Walk Around With You – 1:43
14. Today Your Love, Tomorrow the World – 2:09
15. (Nothing's Gonna) Turn Me Off (Of You) – 1:39
16. Pretty Girls Don't Talk To Me – 3:02
17. I Don't Care Anymore – 2:42
18. Why'd You Have To Leave? – 1:23

## Formazione
- Ben Weasel - voce e seconda chitarra nelle tracce 15 - 18
- Jughead - chitarra
- Danny Vapid - basso e seconda voce nelle tracce 15 - 18
- Dan Panic - batteria